# اتحادیه فوتبال اتریش
اتحادیه فوتبال اتریش (آلمانی: Österreichischer Fußball-Bund) با نام کوتاه شدهٔ (ÖFB) بالاترین نهاد اداره‌کننده فوتبال در کشور اتریش است که در سال ۱۹۰۴ میلادی بنیان‌گذاری شد. این نهاد در سال ۱۹۰۵ به عضویت فیفا و در سال ۱۹۵۴ به عضویت اتحادیه فوتبال اروپایوفا درآمد. این نهاد سازمان‌دهنده لیگ فوتبال این کشور، بوندس‌لیگا اتریش، جام حذفی و تیم ملی اتریش در تمام رده‌های سنی (مردان و زنان) است.
این نهاد در سال ۲۰۰۴ میلادی اعلام کرد که ۲٬۳۰۹ تیم حرفه‌ای و آماتور که در بردارندهٔ ۲۸۵٬۰۰۰ فوتبالیست هستند، در این نهاد ثبت شده‌اند. از سال ۲۰۰۹ تاکنون ریاست این نهاد بر عهدهٔ لئو وینتزر است. مقر اتحادیه فوتبال اتریش در شهر وین واقع است.